# Salon international du meuble de Milan
Le salon international du meuble de Milan (en italien : Salone Internazionale del Mobile) est  un salon du design d'intérieur qui a lieu chaque année à Milan. 

## Historique
Organisé par le Cosmit, acronyme du Comitato Organizzatore del Salone del Mobile Italiano, le salon est créé en 1961, sur l'initiative d'un  petit groupe de fabricants de meubles – dont l'association FederlegnoArredo - pour promouvoir les exportations de meubles italiens.
En 1965, les fabricants leaders du secteur de l'ameublement sont regroupés dans un seul et même lieu d'exposition et c'est également l'année où la revue Domus lui consacre son premier article.
Le salon devient international en 1967. 
La cuisine y fait son entrée en 1974 où un salon spécialisé, nommé Eurocucina, lui est consacré, suivi en 1976 d'Euroluce, salon dédié aux spécialistes de l'éclairage. Ces deux éditions ont lieu en alternance une année sur deux.
Aujourd'hui, grand rendez-vous mondial du design, l'édition 2011 a accueilli un peu plus de  280 000 visiteurs dont environ 178 000 étrangers provenant de 154 pays.

## Photothèque

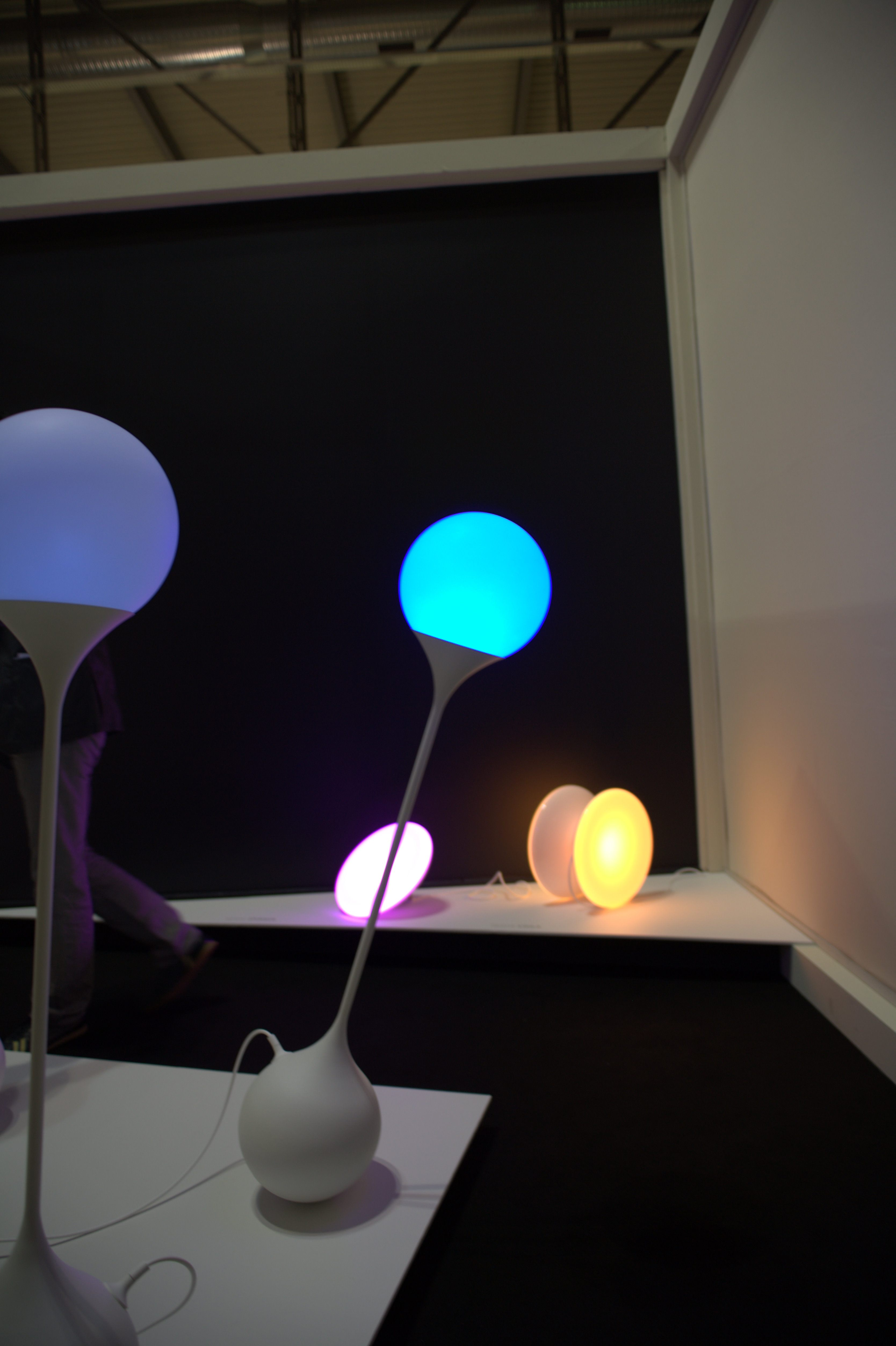
Lampes culbutos 2009 (déclinant plusieurs teintes de lumière quand on les bascule) de Tsutomu Mutoh.
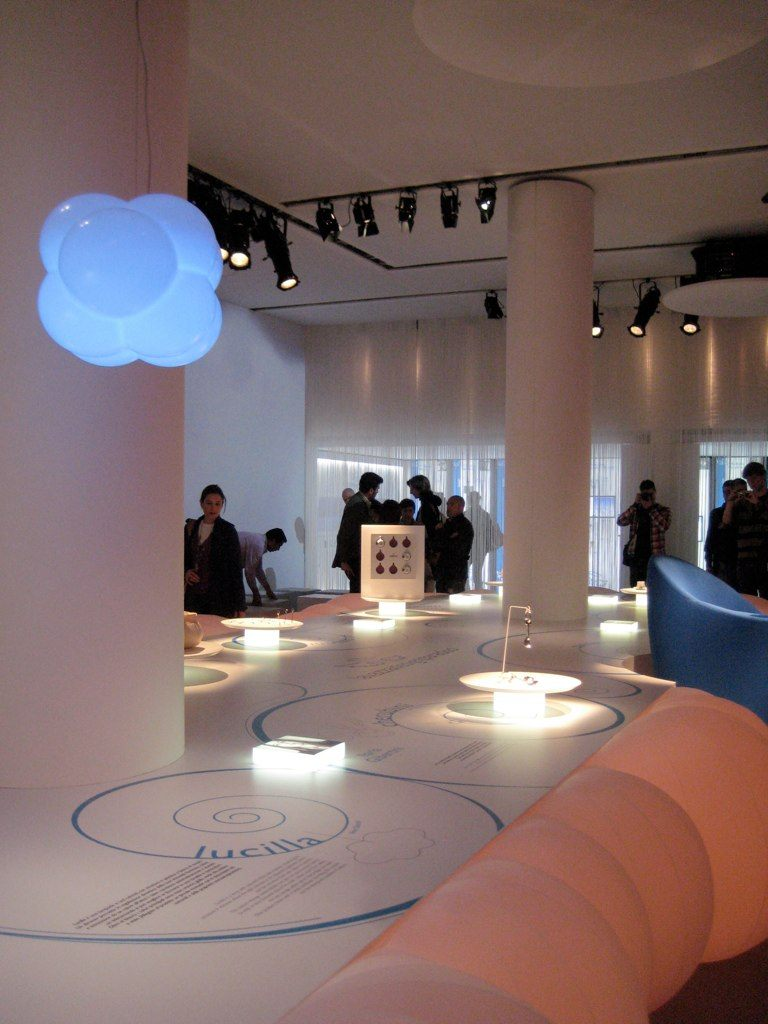
Espace Lavazza au salon en 2009.